# ASM-N-2 Bat
ASM-N-2 «Бэт» (англ. Bat — летучая мышь) — американская самонаводящаяся противокорабельная планирующая бомба, применявшаяся ВМФ США во Второй мировой войне в 1945 году на Тихоокеанском театре военных действий. Первое в истории полностью самонаводящееся оружие, реализующее принцип «выстрелил-и-забыл». Оставалась на вооружении ВМФ США до середины 1950-х.

## История
Управляемая бомба Bat явилась венцом программы создания управляемого противокорабельного вооружения SWOD (англ. Special Weapons Ordnance), осуществляемой Национальном бюро стандартов США с 1942 года. В 1942 году в рамках этого проекта была разработана управляемая бомба SWOD Mk-7 «Пеликан», имевшая полуактивное радиолокационное самонаведение. Испытанная в 1943 году, бомба была сочтена достаточно эффективной, но не была принята на вооружение из-за ограниченного радиуса действия.
Вместо «Пеликана» ВМФ США инициировали разработку более перспективного образца управляемого оружия — бомбы SWOD-9 с полностью автономным активным радиолокационным самонаведением. Это оружие должно было позволить эффективно поражать военные корабли, не входя в радиус действия их зенитной артиллерии.
Проведённые в конце 1944 года тесты нового оружия продемонстрировали его широкие возможности и в январе 1945 года бомба под обозначением Bat была одобрена для развёртывания на патрульных самолётах.

## Конструкция
Конструктивно Bat являлась развитием предыдущей управляемой бомбы ВМФ США SWOD Mk-7 «Пеликан». Она имела короткий каплевидный корпус с высокорасположенным крылом и разнесённым вертикальным оперением. Основным отличием был смонтированный в носовой части Bat радиопрозрачный обтекатель параболической антенны радара.
В качестве боеголовки использовалась 1000-фунтовая (~454 кг) осколочно-фугасная бомба стандартного класса. Стабилизация бомбы в полёте выполнялась гироскопическим автопилотом фирмы Bendix. Контактный детонатор обеспечивал подрыв бомбы при столкновении с целью, также имелся аварийный таймерный детонатор, предназначенный для уничтожения бомбы в случае промаха (во избежание попадания в руки противника).
Основным элементом проекта Bat была система активного радиолокационного наведения. Расположенная в её носовой части качающаяся сканирующая параболическая антенна РЛС осуществляла коническое сканирование в узком угле по курсу. Отраженный сигнал воспринимался через приёмное устройство автопилотом ракеты, который передавал команды рулевым машинкам отклонить плоскости управления в соответствующую сторону. Нахождение цели в равносигнальной зоне (прямо по курсу) приводило к стабилизации полета ракеты по прямой, ведущей к цели.
Система самонаведения (англ. radar robot pilot) для Bat разрабатывалась компанией Bell Telephone Laboratories совместно с инженерами Массачусетского технологического института под общим руководством Хантера Бойда и Гарольда Скрэмстэда из бюро стандартов.
Эффективная дальность Bat при сбросе с высоты 4600-7500 метров равнялась 32-37 километрам. Самолёт-носитель в результате оставался вне радиуса действия любой зенитной артиллерии, установленной на корабле-цели и не подвергался никакому риску. Бомба планировала к цели на скорости до 480 км/ч (около 130 м/с), что вкупе с её малыми размерами чрезвычайно затрудняло поражение бомбы противником (а ночью делало перехват вообще невозможным).

## Боевое применение

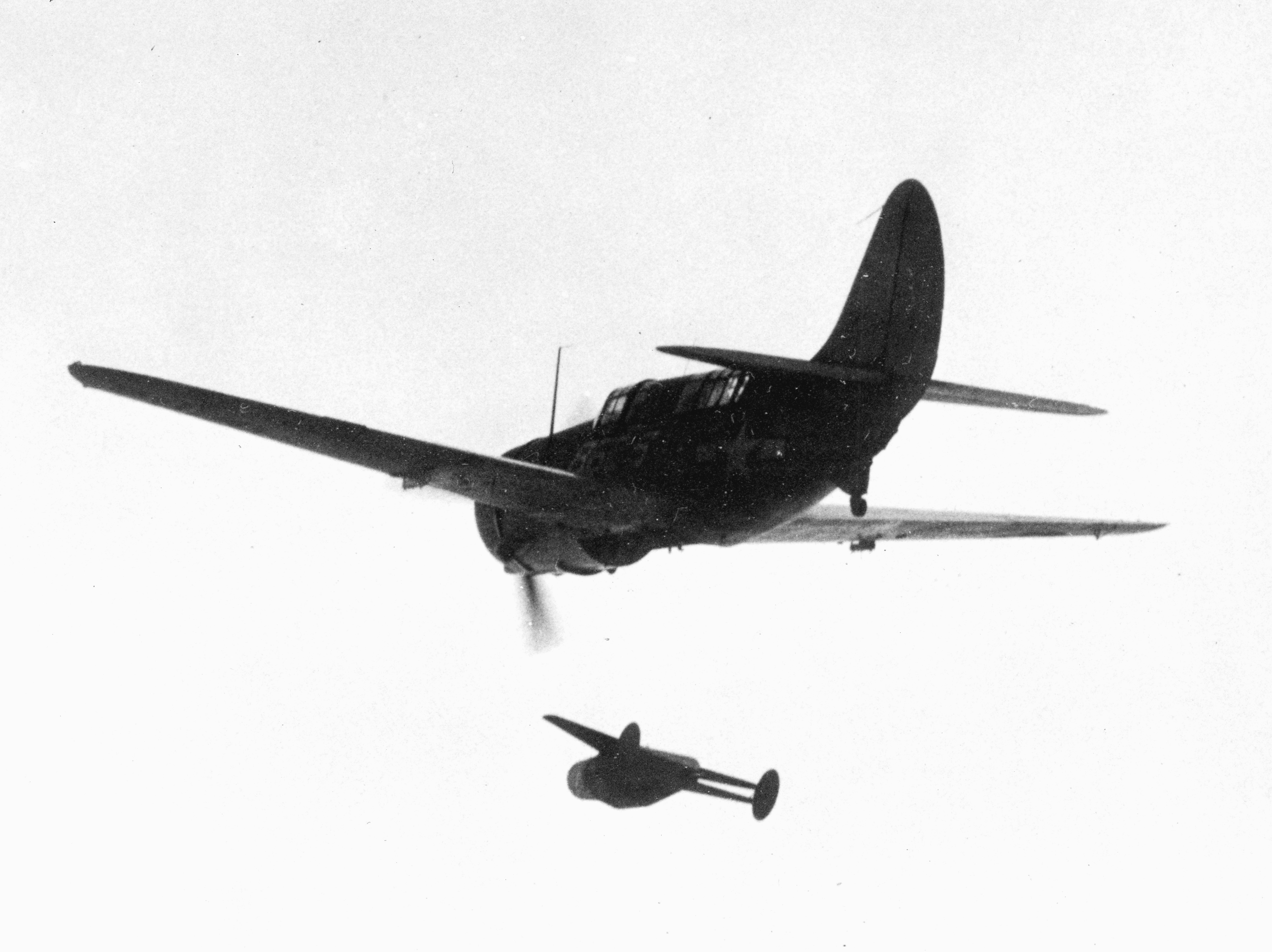
Curtiss SB2C Helldiver сбрасывает ASM-N-2 "Bat" на учениях

С января 1945 года управляемые бомбы Bat развёртывались на патрульных самолётах PB4Y-2 Privateer, действующих на Тихом океане. Впервые они были применены в боевой обстановке в апреле 1945 года, у берегов Борнео. Патрульные бомбардировщики использовали бомбы для поражения японских судов в Юго-Восточной Азии. Хотя небольшие транспортники, действующие к тому же вблизи берега, не были оптимальными мишенями для самонаводящейся бомбы, ряд кораблей был потоплен или повреждён прямыми попаданиями, включая эскортный миноносец «Агуни» водоизмещением в 1000 тонн. Более широкому развёртыванию бомбы помешало окончание Второй Мировой Войны.
Бомбы Bat также использовались против наземных целей в Бирме. Ряд бомб был специально модернизирован для поражения радиоконтрастных целей (мостов) и получил обозначение SWOD Mark 9 Model 1 (обычные бомбы обозначались как Model 0). Бомбы сбрасывались с бомбардировщиков B-24 над контролируемыми японцами мостами, но эффективность применения, из-за сильных помех при отражении радарного луча от элементов рельефа, была не слишком высока. Та же проблема возникала при применении бомбы по кораблям, находящимся вблизи суши.
После окончания Второй Мировой бомба Bat оставалась на вооружении. В 1945—1953 годах она оставалась основным противокорабельным управляемым вооружением американского флота. Проводились работы по развертыванию её на пикирующих палубных бомбардировщиках Curtiss SB2C Helldiver, торпедоносцах Grumman TBF Avenger и даже истребителях Chance Vought F4U Corsair. Бомба весила в полностью снаряжённом виде всего 727 кг, что позволяло подвешивать её даже под сравнительно лёгкие машины. Но примитивная головка самонаведения бомбы, бывшая техническим шедевром в годы Второй Мировой, быстро устаревала. Проведённые в 1948 году опыты показали, что бомба очень чувствительна к современным средствам РЭБ. В результате от дальнейшего развития военной серии SWOD было решено отказаться и в 1953 году Bat была снята с вооружения.

## Оценка проекта

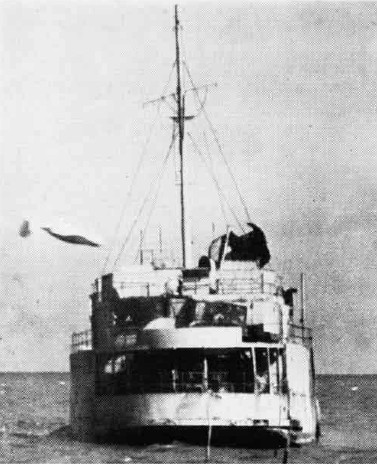
Bat поражает цель

Управляемая бомба ASM-N-2 Bat была наиболее совершенным управляемым оружием, применявшимся во Второй Мировой. Исключая японскую бомбу с ИК ГСН "Ке-Го", это была единственная самонаводящаяся система, применённая в годы войны, которая не требовала управления с носителя. Технические возможности Bat обеспечивали, особенно ночью, эффективное поражение малых и средних кораблей.
В отличие от германских управляемых бомб, Bat применялась с больших дистанций, не вынуждая носитель входить в радиус поражения зенитной артиллерии. По совокупности характеристик Bat была первым в мире противокорабельным управляемым оружием, решающим задачу поражения цели без риска для носителя и прародителем концепции современных "выстрелил-и-забыл" самонаводящихся ракет.
Быстрое устаревание системы и снятие её с вооружения было обусловлено прогрессом в военной электронике, сделавшем системы наведения бомбы устаревшими.